# Sakartvelos tasi 2024
La Sakartvelos tasi 2024 (in georgiano საქართველოს თასი, Coppa di Georgia), nota anche come Coppa David Kipiani 2024, è stata la 35ª edizione del torneo. La competizione è iniziata il 27 aprile 2024 ed è terminata il 5 dicembre successivo con la finale.
La coppa è stata vinta dallo Spaeri, che ha vinto il suo primo trofeo nella storia dopo aver battuto il Dinamo Tbilisi in finale per 5-4 alla lotteria ai rigori a seguito del 2-2 ai supplementari. La squadra, divenuta la seconda di seconda divisione a vincere la Coppa di Georgia, la prima dopo il Gagra, si è guadagnata l'accesso al primo turno di qualificazione della UEFA Conference League 2025-2026.

## Turno preliminare
Al turno preliminare prendono parte quattro squadre provenienti dai campionati amatoriali.
| Squadra 1      | Risultato | Squadra 2   |
| -------------- | --------- | ----------- |
| 27 aprile 2024 |           |             |
| Bridge         | 5 - 3     | UG 35       |
| Kolkheti-2     | 4 - 0     | Zana Abasha |

## Primo turno
Il sorteggio del primo turno si è tenuto il 29 aprile 2024. A questo turno prendono parte le squadre che disputano il terzo e il quarto livello del campionato georgiano.
| Squadra 1                | Risultato   | Squadra 2           |
| ------------------------ | ----------- | ------------------- |
| 12 maggio 2024           |             |                     |
| Mach'akhela Khelvachauri | 2 - 4       | Merani Mart'vili    |
| Borjomi                  | 4 - 0       | Zana Abasha         |
| 13 maggio 2024           |             |                     |
| Varketili                | 6 - 3       | Merani-2 Martvili   |
| Chik. Sachkhere          | 1 - 4       | Lok’omot’ivi-2      |
| Margveti Zest'aponi      | 3 - 2 (dts) | Mertskhali Ozurgeti |
| Odishi Zugdidi           | 6 - 0       | Merani-2 Tbilisi    |
| Sulori Vani              | 1 - 3       | Merani Tbilisi      |
| Gonio                    | 2 - 0       | Gori                |
| Skuri                    | 0 - 3       | Zest'aponi          |
| Kolkheti-2               | 4 - 0       | Aieti               |
| WIT Georgia-2            | 3 - 2       | Gagra-2             |
| Iberia 1999-2            | 2 - 1       | Betlemi             |
| Meshakht'e T'q'ibuli     | 3 - 0       | Bakhmaro            |
| Orbi                     | 6 - 1       | Gardabani           |
| 14 maggio 2024           |             |                     |
| Bridge                   | 2 - 1       | Varketili           |

## Secondo turno
| Squadra 1            | Risultato   | Squadra 2        |
| -------------------- | ----------- | ---------------- |
| 9 giugno 2024        |             |                  |
| Borjomi              | 3 - 2 (dts) | Zest'aponi       |
| 10 giugno 2024       |             |                  |
| Margveti Zest'aponi  | 0 - 3       | Merani Tbilisi   |
| Meshakht'e T'q'ibuli | 2 - 1       | Iberia 1999-2    |
| Kolkheti-2           | 4 - 1       | WIT Georgia-2    |
| Odishi Zugdidi       | 1 - 5       | Gonio            |
| Lok’omot’ivi-2       | 4 - 1       | Merani Mart'vili |
| Varketili-2          | 1 - 5       | Samgurali-2      |
| Bridge               | 2 - 5       | Orbi             |

## Terzo turno
Il sorteggio per il terzo turno è stato effettuato il 7 giugno.
| Squadra 1       | Risultato       | Squadra 2              |
| --------------- | --------------- | ---------------------- |
| 20 luglio 2024  |                 |                        |
| Borjomi         | 0 - 6           | Lok’omot’ivi Tbilisi   |
| Sioni Bolnisi   | 1 - 4           | Samgurali Ts'q'alt'ubo |
| K'olkheti Khobi | 1 - 2           | Spaeri                 |
| Merani Tbilisi  | 0 - 3           | K'olkheti-1913 Poti    |
| Gonio           | 2 - 3           | Rustavi                |
| 21 luglio 2024  |                 |                        |
| Kolkheti-2      | 0 - 1           | Dinamo Tbilisi 2       |
| Gareji Sagarejo | 2 - 1           | Dila Gori              |
| WIT Georgia     | 0 - 1           | Telavi                 |
| Samgurali-2     | 0 - 2           | Gagra                  |
| Lok’omot’ivi-2  | 3 - 3 (5-3 dtr) | Shturmi                |
| Orbi            | 1 - 1 (1-4 dtr) | Meshakht'e T'q'ibuli   |
| Aragvi Dusheti  | 0 - 2           | Samt'redia             |

## Ottavi di finale
Il sorteggio per gli ottavi di finale si è tenuto il 21 luglio 2024.
| Squadra 1              | Risultato       | Squadra 2           |
| ---------------------- | --------------- | ------------------- |
| 27 luglio 2024         |                 |                     |
| Lok’omot’ivi Tbilisi   | 0 - 0 (3-5 dtr) | Telavi              |
| Gareji Sagarejo        | 5 - 0           | Samt'redia          |
| Samgurali Ts'q'alt'ubo | 0 - 0 (7-8 dtr) | Gagra               |
| 28 luglio 2024         |                 |                     |
| Rustavi                | 2 - 3           | K'olkheti-1913 Poti |
| Iberia 1999            | 1 - 2           | Dinamo Tbilisi      |
| Lok’omot’ivi-2         | 0 - 1           | Spaeri              |
| Dinamo Tbilisi 2       | 4 - 0           | T'orp'edo Kutaisi   |
| 14 agosto 2024         |                 |                     |
| Meshakht'e T'q'ibuli   | 1 - 2           | Dinamo Batumi       |

## Quarti di finale
Il sorteggio per i quarti di finale si è tenuto il 6 agosto 2024.
| Squadra 1         | Risultato   | Squadra 2           |
| ----------------- | ----------- | ------------------- |
| 18 settembre 2024 |             |                     |
| Gareji Sagarejo   | 1 - 2 (dts) | K'olkheti-1913 Poti |
| Spaeri            | 4 - 3       | Telavi              |
| 19 settembre 2024 |             |                     |
| Dinamo Tbilisi    | 1 - 0       | Dinamo Batumi       |
| 22 ottobre 2024   |             |                     |
| Dinamo Tbilisi 2  | 0 - 3       | Gagra               |

## Semifinali
Il sorteggio si è tenuto il 23 ottobre 2024.
| Squadra 1       | Risultato       | Squadra 2           |
| --------------- | --------------- | ------------------- |
| 5 novembre 2024 |                 |                     |
| Dinamo Tbilisi  | 1 - 0           | K'olkheti-1913 Poti |
| Spaeri          | 2 - 2 (5-4 dtr) | Gagra               |

## Finale
| Arbitro: | Aleko Aptsiauri |

|                                                             |                      |                                                                    |
| Tsetskhladze 45+1’ Gegiadze 89’                             | Marcatori            | 65’ Vatsadze 69’ Khvadagiani                                       |
| Chagunava Samkharadze Kentchadze Bunturi Gegiadze Barabadze | Tiri di rigore 5 – 4 | Osikmashvili Salia Kharebashvili Khvadagiani Vatsadze Ugrekhelidze |